# Ла-Валетт
Ла-Валетт (фр. La Valette) — коммуна во Франции, находится в регионе Рона — Альпы. Департамент коммуны — Изер. Входит в состав кантона Матезин-Триев. Округ коммуны — Гренобль.
Код INSEE коммуны — 38521. Население коммуны на 1999 год составляло 58 человек. Населённый пункт находится на высоте от 710  до 2203  метров над уровнем моря. Муниципалитет расположен на расстоянии около 510 км юго-восточнее Парижа, 125 км юго-восточнее Лиона, 30 км южнее Гренобля. Мэр коммуны — Maryse BARTHELEMI, мандат действует на протяжении 2008 гг.
Динамика населения (INSEE):